# Памятники Иркутска

В Иркутске насчитывается около сотни памятников, стел и мемориалов:

## Памятники
- Памятник Александру III — бул. Гагарина
- Памятник дважды Герою Советского Союза А. П. Белобородову
- Памятник А. Вампилову — ул. Карла Маркса
- Скульптурная композиция «Восхищение алмазами»
- Памятник Юрию Гагарину
- Памятник Леониду Гайдаю — пл. Труда[1]
- Бюст М. Горького
- Памятный камень «Здесь будет сооружен памятник декабристам»
- Памятник маршалу Жукову
- Памятник основателям Иркутска (Памятник Якову Похабову)
- Памятник Александру Колчаку
- Памятник В. И. Ленину
- Памятник Сперанскому М.М. в сквере на пересечении улиц Сухэ-Батора и Рабочая[2][3].
- Стела – памятный знак из розового гранита с макетом ордена Ленина — ул. Ленина, д. 1а
- Декоративная скульптура «Муза»
- Памятник Святым Петру и Февронье (территория Спасской церкви на нижней набережной реки Ангары)
- Памятник врачам и медсестрам, погибшим в годы Великой Отечественной войны
- Памятник «Пожарная машина»
- Памятник Пушкину
- Памятник «Солдатам правопорядка»
- Памятник танку «Иркутский Комсомолец»
- Декоративный уличный фонарь в честь побратимских связей с Канадзавой — ул. Канадзавы
- Памятник «Выпавшее яйцо» — ул. Канадзавы, 1, угол ул. Марата
- Памятник жёнам декабристов
- Памятник Юрию Ножикову[4]
- Памятник бабру[5]
- Памятник Куйбышеву
- Памятник Иоанну Кронштадтскому[6]
- «Турист» — на пересечении улиц Карла Маркса и Литвинова
- Памятник Айболиту[7]
- Памятник копейке
- Скульптура «Свидание» или «памятник влюблённому»[8] (возле кинотеатра «Баргузин»)
- Серия скульптурных композиций в сквере на улице Марата[9]

## Мемориалы
- Мемориал памяти погибших воинов-заводчан — сквер «Иркутск-Сити», район «Иркутск-Сити», проспект Большой Литейный
- Мемориал «За власть Советов!»
- Мемориальный комплекс на месте братской могилы красногвардейцев и революционных солдат — бул. Гагарина, д. 24.
- Мемориал жертвам Сталинских репрессий
- Мемориал пассажирам и экипажу аэробуса А-310, погибшим в авиакатастрофе 9 июля 2006 г. — ул. Можайского, д. 6[10]
- Мемориальный комплекс на месте авиакатастрофы транспортного самолета Ан-124 «Руслан» 6 декабря 1997 г. (Церковь Рождества Христова) — ул. Гражданская, д. 45[11]

## Снесённые памятники
Памятник Александру III (снесён в 1920, восстановлен в 2003 году.)
Московские ворота (снесены в 1925, восстановлены к 350-летию Иркутска рядом с историческим местом)